# 性格的小品
性格的小品（せいかくてきしょうひん、英: character piece、独: Charakterstück）は、ロマン派およびその前後の時代に、自由な発想によって作られたピアノのための短い楽曲をいう。無伴奏またはピアノ伴奏付きの他の楽器のための作品も存在するが、大規模な編成のための作品はまれである。しばしば数曲まとめられて曲集とされる。
性格的小品には多く、次のような曲名が付けられる。
- スケルツォ（諧謔曲） - ショパン
- バラード（譚詩曲） - ショパン、リスト、ブラームス、グリーグ、チャイコフスキー、フォーレ、スクリャービン、ブルグミュラー
- マズルカ - ショパン、シマノフスキ
- ワルツ（円舞曲） - ショパン
- ポロネーズ - ショパン
- 間奏曲（インテルメッツォ） - シューマン、ブラームス
- 奇想曲（カプリッチョまたはカプリース） - パガニーニ、メンデルスゾーン、ブラームス
- 狂詩曲（ラプソディ） - リスト、ブラームス
- 幻想曲（ファンタジア） - ショパン、シューマン、リスト、ブラームス（ソナタ風の大規模な作品もある）
- 前奏曲（プレリュード） - ショパン、アルカン、キュイ、ドビュッシー、スクリャービン、ラフマニノフ、ショスタコーヴィチ
- 即興曲（アンプロンプチュ） - シューベルト、ショパン、フォーレ、スクリャービン、プーランク
- ノヴェレッテ - シューマン、ゲーゼ、プーランク
- バガテル - ベートーヴェン、シベリウス
- メロディ - アントン・ルビンシテイン
- 夜想曲（ノクターンまたはノクチュルヌ） - フィールド、ショパン、フォーレ
- 練習曲（エチュード） - ショパン、シューマン、リスト、アルカン、ドビュッシー、スクリャービン、ラフマニノフ、リゲティ、チン・ウンスク
- ロマンス - ベートーヴェン、シューマン
- 舟歌（バルカロール） - メンデルスゾーン、ショパン、フォーレ、チャイコフスキー、ラフマニノフ
- 無言歌 - メンデルスゾーン、チャイコフスキー、フォーレ

そのほか、次のような作品も性格的小品に含める。
- 楽興の時 - シューベルト、ラフマニノフ
- 蝶々、子供の情景、謝肉祭 - シューマン
- 抒情小曲集 - グリーグ
- ひそやかな音楽 - モンポウ
- 冷たい小品 - サティ
- ジムノペディ - サティ
- チェーン - ルトスワフスキ